# Minangkabauové
Minangkabauové nebo také Minangové či Padangové jsou etnická skupina obývající především západní a střední část indonéského ostrova Sumatra. Zhruba 4 miliony příslušníků tohoto etnika žijí v provincii Západní Sumatra, kde tvoří většinu obyvatel, další milion je rozptýlen v sousedních provinciích. Na západě Jávy a na Malajském poloostrově žijí půlmilionové populace. Většina Minangkabauů vyznává sunnitský islám.

Mapka zobrazující rozšíření hlavních etnik na Sumatře

Minagkabauové jsou největší matrilineární kulturou na světě (dědí se z matky na dceru). Půdu vesměs kolektivně vlastní starší ženy, významná rozhodnutí o jejím využití jsou věcí dohody, při této příležitosti dohlíží volený předseda z řad mužů. Muži mají naopak hlavní zastoupení v politických a náboženských funkcích. Sňatek navrhuje zpravidla zástupce rodiny a mladý pár obvykle žije u manželčiny matky. Mnoho manželství končí rozvodem, muži často opouštějí domov a hledají bohatství a respekt.
Mnoho Minagkabauů se věnuje obchodu a podnikání. Mezi rozšířená domácí řemesla patří tkalcovství, kovářství a řezbářství. Menší část se zaměřuje též na zemědělství (pěstování rýže).
Jméno Minangkabau se skládá ze slov minang (vyhrát, vítězství) a kabau (buvol).